# Norwalk (stacja metra)
Norwalk – stacja zielonej linii metra w Los Angeles położoną w mieście Norwalk na wschodnim końcu linii. Stacja jest też znana pod nazwą I-605/I-105 z powodu swojego położenia przy skrzyżowaniu San Gabriel Freeway ze Century Freeway.

## Godziny kursowania
Tramwaje zielonej linii kursują codziennie w godzinach od 5:00 do 0:45.

## Połączenia autobusowe

### Linie autobusowe Metro
- Metro Local: 111, 115, 121, 125, 270, 311
- Metro Express: 460, 577X

### Inne lokalne i podmiejskie linie autobusowe
- Norwalk Transit: 2, 4*, 5
- Long Beach Transit: 172, 173
- - Autobusami Norwalk Transit linii nr 4 można dojechać do stacji kolejowej Santa Fe/Springs.